# Benjamin Boateng
Benjamin Boateng (* 3. Juni 1991 in Accra) ist ein ghanaischer Fußballspieler.

## Leben
Boateng startete seine Karriere mit den Accra Hearts of Oak. In der Saison 2008/2009 rückte er in das Hearts of Oak Seniorteam auf und gab im Juli 2008 sein Debüt in der Ghana Premier League.
Im Oktober 2010 wechselte er von Hearts of Oak SC auf Leihbasis zu Real Tamale United. Dort entwickelte er sich zum Leistungsträger und wurde nach seiner Rückkehr im Juli 2011 an den türkischen Verein Istanbul Güngörenspor verkauft. Boateng spielte in der Saison 2011/2012 in 19 TFF 1. Lig Spielen für seinen Verein Güngörenspor. Am 26. November 2012 wurde sein Vertrag mit Istanbul Güngören Spor im beidseitigen Einvernehmen aufgelöst und er kehrte zu Real Tamale United zurück. Beim Ghana-Premier-League-Aufsteiger wurde er jedoch ohne Einsatz am 22. Januar 2013 gleich wieder zum Nord-zypriotischen Telsim Süper Lig A Verein Küçük Kaymaklı TSK verkauft.